# صحة إنجابية
الصحة وفقًا لتعريف  منظمة الصحة العالمية هي الوصول إلى حالة من اكتمال السلامة البدنية والنفسية والعقلية والاجتماعية وليست مجرد الخلو من المرض أو العجز، وتشمل الصحة الإنجابية أو الصحة الجنسية / العادات الشخصية الصحية بما في ذلك عملية الإنجاب والوظيفة الإنجابية وطريقتها في جميع مراحل الحياة. ووفقًا لمنظمة الصحة العالمية فإن الصحة الجنسية والإنجابية تتضمَّن السلامة البدنية والنفسية بالإضافة إلى النشاط الجنسي. وهي تعد جزء أساسي من الصحة العامة تعكس المستوى الصحي للرجل والمرأة في سن الإنجاب.
الصحة الإنجابية تعني قُدرة الناس على الحصول على حياة جنسية مسؤولة ومُرضِيَّة وأكثر أمانًا، وأن يكونوا قادرين على الإنجاب ولديهم حرية اختيار توقيت وكيفية القيام بذلك، وتشمل أيضًا أن يكون الرجال والنساء على علمٍ بوسائل تحديد نسل آمنة وفعالة وميسورة التكلفة ومقبولة؛ وكذلك الحصول على خدمات الرعاية الصحية المناسبة للطب الجنسي والإنجابي، وتطبيق برامج التثقيف الصحي للتأكيد على أن الحصول على فترة حمل وولادة آمنين توفر للأزواج أفضل فرصة للحصول على طفل سليم.
وقد يواجه الأفراد تفاوت وعدم مساواة في خدمات الصحة الإنجابية، وتختلف أوجه عدم المساواة على أساس الحالة الاجتماعية والاقتصادية أومستوى التعليم  أوالعمر أوالعرق أوالدين أوالموارد المتاحة في بيئتهم، على سبيل المثال قد لا يحصل أصحاب الدخل المنخفض على الخدمات الصحية الملائمة والتوعية اللازمة لمعرفة ما هو ملائم للحفاظ على الصحة الإنجابية.
وتمثل الصحة الإنجابية والجنسية 20 في المائة من العبء العالمي لسوء الصحة بالنسبة للمرأة و 14 في المائة بالنسبة  للرجال حسب تقديرات منظمة الصحة العالمية في عام 2008 .
ووفقا لصندوق الأمم المتحدة للسكان (UNFPA) فإن عدم تلبية احتياجات الصحة الجنسية والإنجابية يحرم المرأة من الحق في اتخاذ «خيارات حاسمة بشأن جسدها ومستقبلها» مما يؤثر على رفاهية الأسرة. وبما أن المرأة تتحمل عادة رعاية الأطفال فإن الصحة الإنجابية لا يمكن فصلها عن المساواة بين الجنسين.
وينبغي النظر إلى الصحة الإنجابية كنهج حياتي لأنها تؤثر على كل من الرجال والنساء من الطفولة إلى سن الشيخوخة. ووفقًا لصندوق الأمم المتحدة للسكان فإن الصحة الإنجابية في أي عمر تؤثر تأثيرًا عميقًا على صحة الفرد لاحقًا  ، ويشمل ذلك التحديات التي يواجهها الناس في أوقات مختلفة من حياتهم مثل تنظيم الأسرة، والخدمات التي تمنع الأمراض التي تنتقل عن طريق الاتصال الجنسي، والتشخيص المبكر وعلاج أمراض الصحة الإنجابية؛ لذا ينبغي تعزيز الخدمات اللازمة كالخدمات الصحية والتعليمية، كما ينبغي دعم توافر الإمدادات الصحية الأساسية مثل وسائل منع الحمل والأدوية.

## الحصول على خدمات الصحة الإنجابية
نسبة الحصول على خدمات الصحة الإنجابية ضعيفة جدًا في العديد من الدول. وكثيرًا ما تكون المرأة غير قادرة على الحصول على الخدمات الصحية للأمهات بسبب عدم معرفتها  بوجود هذه الخدمات أو الافتقار إلى حرية التنقل، وتتعرض بعض النساء للحمل القسري ويحظر عليهن مغادرة المنزل. وفي العديد من البلدان لا يسمح للمرأة بمغادرة المنزل دون وجود قريب أو زوج من الذكور؛ وبالتالي فإن قدرتها على الحصول على الخدمات الطبية تكون محدودة. ولذلك هناك حاجة إلى زيادة استقلالية المرأة من أجل تحسين الصحة الإنجابية. ووفقًا لمنظمة الصحة العالمية  «تحتاج جميع النساء إلى الحصول على الرعاية أثناء الحمل، ورعاية من قِبل متخصصين أثناء الولادة، والرعاية والدعم في الأسابيع التالية للولادة».
وبالرغم من الاعتراف القانوني ببعض خدمات الصحة الإنجابية؛ فإن ذلك ليس كافيًا لضمان إتاحة تلك الخدمات للناس فعليًا. ويعتمد توافر وسائل منع الحمل والتعقيم والإجهاض على القوانين بالإضافة إلى المعايير الاجتماعية والثقافية والدينية. بعض البلدان لديها قوانين ليبرالية بشأن هذه القضايا، ولكن من الناحية العملية يصعب جدًا الوصول إلى هذه الخدمات بسبب الأطباء والصيادلة وغيرهم من العاملين الاجتماعيين والطبيين منعدمي الضمير.
ويوجد حوالي 220 مليون امرأة في جميع أنحاء العالم لديهن حاجة غير ملباة لتنظيم النسل. وقد حاولت إرشادات منع الحمل المحدثة في جنوب إفريقيا تحسين الوصول عن طريق تقديم خدمات خاصة وتقديم اعتبارات تتعلق بالعاملين في مجال الجنس والمثليات والمثليين ومزدوجي الميل الجنسي ومغايري الهوية الجنسانية وحاملي صفات الجنسين والمهاجرين والرجال والمراهقين والنساء اللواتي يعانين من فترة ما قبل الإياس أو لديهم إعاقة أو حالة مزمنة. كما أنها تهدف إلى زيادة الوصول إلى وسائل منع الحمل الطويلة المفعول، ولا سيما اللولب النحاسي، ومقدمات زرع بروجستيروني، وحقن هرمون الاستروجين والبروجستيرون المشترك. تم توفير اللولب النحاسي بشكل أقل بكثير من وسائل منع الحمل الأخرى ولكن تم الإبلاغ عن علامات زيادة في معظم المحافظات. كانت الطريقة الأكثر شيوعًا هي البروجسترون القابل للحقن، والتي اعترفت المقالة بأنها غير مثالية وشددت على استخدام الواقي الذكري باستخدام هذه الطريقة لأنها يمكن أن تزيد من خطر الإصابة بفيروس نقص المناعة البشري.
وتتناول وجهات نظر الموفر التنزاني العقبات التي تحول دون استخدام وسائل منع الحمل بشكل متسق في مجتمعاتهم. وقد تبين أن قدرة المستوصفات على خدمة المرضى تم تحديدها من خلال الأهداف الإنجابية غير المتسقة، وانخفاض التحصيل العلمي، والمفاهيم الخاطئة حول الآثار الجانبية لموانع الحمل، والعوامل الاجتماعية مثل ديناميكيات النوع الاجتماعي، الديناميات الزوجية، الظروف الاقتصادية، الأعراف الدينية، الأعراف الثقافية، والقيود في سلاسل التوريد. انتشر أحد المورّدين المشار إليهم ومثال الدعاية حول الآثار الجانبية لموانع الحمل: "هناك أشخاص ذوو نفوذ، على سبيل المثال شيوخ وقادة دينيين. وعادة ما يقنعون الناس بأن الواقي الذكري يحتوي على بعض الميكروبات وأن حبوب منع الحمل تسبب السرطان ”. وقال آخر إن النساء غالباً ما يتعرضن لضغوط من زوجاتهن أو عائلاتهن مما جعلهن يستخدمن وسائل منع الحمل سراً أو للتوقف عن استخدامها، وأن النساء كثيراً ما يفضلن أساليب غير قابلة للكشف لهذا السبب. تم إعاقة الوصول أيضًا بسبب الافتقار إلى الموظفين الطبيين المدربين بشكل جيد: "إن نقص الموظف الطبي... يمثل تحديًا، ولا يمكننا حضور عدد كبير من العملاء، كما أنه ليس لدينا ما يكفي من التعليم يجعلنا غير قادرين على تزويد النساء بالطرق التي يريدونها ". كانت غالبية المراكز الطبية مزودة بأشخاص بدون تدريب طبي وعدد قليل من الأطباء والممرضات، على الرغم من الأنظمة الفيدرالية، بسبب نقص الموارد. تؤدي القيود في سلاسل التوريد أحيانًا إلى نفاد المستوصفات من مواد منع الحمل. كما ادعى مقدمو الخدمات أن زيادة مشاركة الذكور وتعليمهم سيكون مفيدًا.

## الصحة الجنسية
ويتم تعريف الصحة الجنسية بأنها «حالة من الرفاهية والسلامة الجسدية والعاطفية والعقلية والاجتماعية فيما يتعلق بالحياة الجنسية؛ وليس مجرد غياب المرض أو الاختلال الوظيفي أو العجز، فالصحة الجنسية تتطلب أسلوب تعامل إيجابي ومحترم تجاه النشاط جنسي والعلاقات الجنسية فضلًا عن إمكانية الحصول على تجارب جنسية ممتعة وآمنة وخالية من الإكراه والتمييز والعنف، ولتحقيق الصحة الجنسية والحفاظ عليها يجب احترام الحقوق الجنسية لجميع الأشخاص وحمايتها وتنفيذها».
وكان برنامج عمل المؤتمر الدولي للسكان والتنمية الذي عقد في القاهرة في عام 1994 هو الأول من بين الأنظمة التنموية الدولية لمعالجة القضايا المتعلقة بالجنس والصحة الجنسية والإنجابية والحقوق الإنجابية. ويعرف برنامج العمل الصحة الجنسية بأنها العمل على تعزيز الحياة والعلاقات الشخصية وليس مجرد تقديم المشورة والرعاية المتعلقة بالإنجاب والأمراض المنقولة جنسيًا. ويشير إلى دمج الجوانب الجسدية والعاطفية والفكرية والاجتماعية للنشاط الجنسي بطرق تُثري وتعزز الشخصية والاتصال والحب إيجابيًا.
وتحدد البحوث المستجدة في مجال الصحة الجنسية والإنجابية سلسلة من العوامل التي تعزز ترجمة البحوث إلى سياسات وممارسات على أرض الواقع. وتشمل هذه العوامل التغييرات الخطابية (خلق مساحات للمناقشة العامة)؛ تغييرات المحتوى (للقوانين والممارسات)؛ التغييرات الإجرائية (التأثير على كيفية جمع البيانات المتعلقة بالصحة الجنسية والإنجابية) والتغيرات السلوكية (من خلال الشراكات مع المجتمع المدني وجماعات التأييد وواضعي السياسات).
وقد أصدرت إدارة الصحة والخدمات الإنسانية في حكومة دونالد ترامب قاعدتين تتراجعان عن اللوائح الفيدرالية التي يجب على أرباب العمل إدراج وسائل منع الحمل في خطط التأمين الصحي. وقد يعتبر ذلك بناءًا لحاجز أمام الصحة الجنسية. وقد تخسر مئات الآلاف من النساء في الولايات المتحدة اللواتي كن يحصلن على وسائل منع الحمل دون الاستعانة بفائض أثناء ولاية أوباما السابقة فرص الحصول عليها.

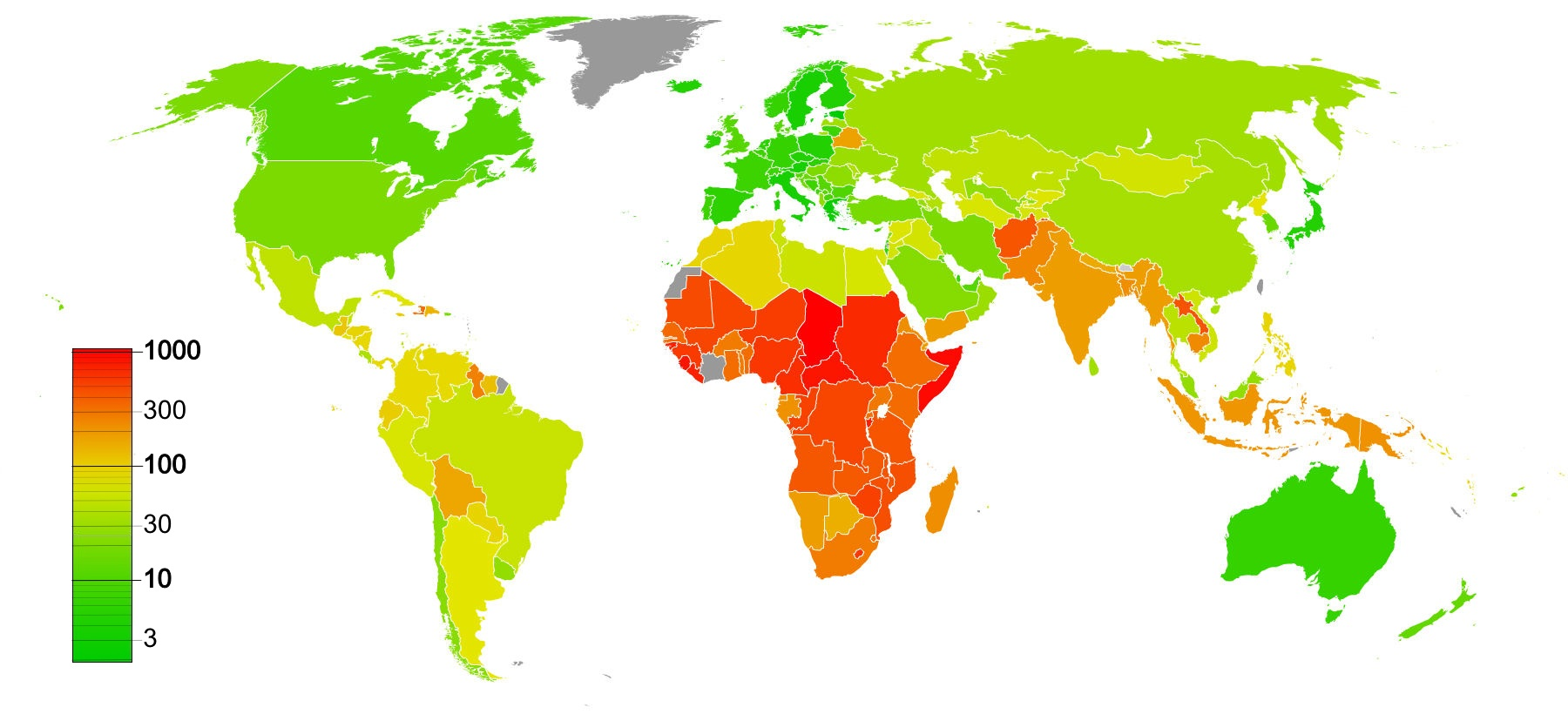
معدل الوفيات النفاسية في جميع أنحاء العالم، محددة بعدد وفيات الأمهات لكل 100000 ولادة نتيجة أي سبب يتعلق أو ناتج بسبب الحمل أو إدارته، باستثناء الأسباب العرضية أو الطارئة.

## الإنجاب والصحة
ويمكن أن يؤدي الحمل المبكر والسلوكيات الأخرى إلى مخاطر صحية على النساء وأطفالهن الرضع. الانتظار حتى تبلغ المرأة  18 عاما على الأقل قبل أي محاولات للحصول على أطفال يحسن صحة الأم والطفل.
وعند الرغبة في الحصول على طفل آخر فإن الانتظار لمدة سنتين على الأقل بعد الولادة السابقة قبل محاولة الحمل يعتبر أكثر صحة للأم وكذلك للطفل؛ وبعد وفاة الجنين فمن الأصح أن الانتظار 6 أشهر على الأقل.
وتقدر منظمة الصحة العالمية أن 000 358 امرأة تموت سنويًا بسبب مضاعفات تتعلق بالحمل والولادة؛ وتحدث 99 في المائة من هذه الوفيات في أوساط الفئات السكانية الأكثر حرمانًا التي تعيش في أفقر بلدان العالم. ويمكن تجنب معظم هذه الوفيات بتحسين إمكانية حصول المرأة على الرعاية الجيدة من قِبَل الطبيب المختص أو الشخص المسؤول قبل الحمل وأثناءه وبعده.

## توافر وسائل منع الحمل الحديثة
وسائل منع الحمل الحديثة غالبًا ما تكون غير متوفرة في أجزاء معينة من العالم. ووفقًا لمنظمة الصحة العالمية، فإن نحو 222 مليون امرأة في جميع أنحاء العالم لايمكنهن الحصول على وسائل منع الحمل الحديثة، وأكثر المحرومين من الحصول على وسائل منع الحمل الحديثة هم الفقراء وسكان المناطق الريفية والأحياء الفقيرة في المناطق الحضرية، والمشردين داخليًا. ويعتبر نقص إمكانية الحصول على وسائل منع الحمل في الدول النامية سببًا رئيسيًا للحمل غير المقصود مما يتسبب بنتائج إنجابية أسوأ.
ووفقا لصندوق الأمم المتحدة للسكان  فإن حصول جميع النساء على خدمات منع الحمل يمكن أن تمنع وفاة واحدة من بين كل ثلاث حالات وفاة متصلة بالحمل والولادة.

انتشار ختان الإناث حسب البلد، وفقا لتقرير اليونيسيف 2013

## ختان الإناث
تشويه الأعضاء التناسلية للإناث، المعروف أيضًا باسم قطع الأعضاء التناسلية للإناث أو ختان " الإناث"، يشمل جميع الإجراءات التي تنطوي على إزالة جزئية أو كلية للأعضاء التناسلية الأنثوية الخارجية، أو إصابة أخرى للأعضاء التناسلية للإناث لأسباب غير طبية ".
وتتركز هذه الممارسة في 29 بلدًا في أفريقيا والشرق الأوسط؛ ويقَدر أن أكثر من 125 مليون فتاة وامرأة اليوم تعرًّضن لتشويه الأعضاء التناسلية الأنثوية (الختان). يحدث الختان أيضًا في مجتمعات المهاجرين في الدول الغربية، مثل المملكة المتحدة.
ولا ينطوي ختان الإناث على أي فوائد صحية، وله آثار سلبية على الصحة الإنجابية والجنسية بما في ذلك الألم الحاد والصدمة والنزف والكزاز أو الإنتان (عدوى بكتيرية) واحتباس البول والقروح المفتوحة في منطقة الأعضاء التناسلية وإصابة الأنسجة التناسلية المجاورة والمثانة، والتهابات المسالك البولية، والخُرَّاجات، وزيادة خطر العقم ومضاعفات الولادة ووفيات المواليد. وتؤدي إجراءات تشويه الأعضاء التناسلية الأنثوية التي تسبب انغلاق أو تضييق فتحة المهبل (المعروفة باسم النوع 3) إلى الحاجة إلى إجراء عمليات جراحية في المستقبل للقطع من أجل السماح بالاتصال الجنسي والولادة.
ووفقًا لصندوق الأمم المتحدة للسكان فإن "ختان الإناث ينتهك مبادئ ومعايير حقوق الإنسان - بما في ذلك مبدأَيّ المساواة وعدم التمييز على أساس الجنس، والحق في عدم التعرض للتعذيب أو العقوبة القاسية أو اللاإنسانية أو المهينة، والحق في التمتع بأعلى مستوى صحّي يمكن بلوغه، وحقوق الطفل، والحق في السلامة البدنية والعقلية، بل والحق في الحياة.

## الأمراض التي تنتقل جنسيًا
| لا توجد بيانات أقل من 0.10 0.10-0.5 0.5- 1 | 1-5 5-15 15- 50 |

معدل انتشار فيروس نقص المناعة البشرية بين الشباب (15-49) لكل بلد عام 2011.

الأمراض المعدية المنقولة بالاتصال الجنسي أو الأمراض التناسلية هي عدوى احتمال انتقالها من فرد إلى آخرعن طريق النشاط الجنسي كبير. وتشمل الأمراض المنقولة جنسيًا الشائعة كالكلاميديا والسيلان والقوباء (الهربس) وفيروس نقص المناعة البشرية والتهاب الكبد B وفيروس الورم الحليمي البشري (HPV) والزهري وداء المشعرات.
وتؤثر الأمراض المنقولة عن طريق الاتصال الجنسي على الصحة الإنجابية والجنسية، وتؤثر تأثيرًا سلبيًا كبيرًا في جميع أنحاء العالم. وتشمل برامج الوقاية من الأمراض المنقولة عن طريق الاتصال الجنسي التربية الجنسية الشاملة وإجراء اختبارات وفحوصات الإصابات المنقولة جنسيا وفيروس نقص المناعة البشرية والمشورة قبل الاختبار وبعده، واعتماد الطرق الأكثر أمانا للجنس وللحد من المخاطر، واستخدام الواقيات الذكرية وغير ذلك. ومن المهم جدًا الحصول على العلاج الطبي الفعال للأمراض التي تنتقل عن طريق الاتصال الجنسي.

## صحة المراهقين

معدل المواليد لكل 000 1 من الإناث في الفئة العمرية 15-19 سنة، 2000-2009

القضايا التي تؤثر على الصحة الإنجابية والجنسية للمراهقين مماثلة لتلك التي يواجهها البالغون، ولكنها قد تشمل مخاوف إضافية بشأن حمل المراهقات وعدم توفر فرص كافية للحصول على المعلومات والخدمات الصحية. وفي جميع أنحاء العالم تلد حوالي 16 مليون فتاة مراهقة كل عام، معظمها في البلدان المنخفضة والمتوسطة الدخل. وأسباب حمل المراهقات متنوعة. وغالبا ما تتعرض الفتيات في البلدان النامية لضغوط من أجل الزواج من الشباب وحمل الأطفال في وقت مبكر. وبعض الفتيات المراهقات لا يعرفن كيف يتجنبن حدوث الحمل ولا يستطعن الحصول على وسائل منع الحمل، أو يتم إجبارهن على ممارسة النشاط الجنسي.
وحمل المراهقات ولا سيما في البلدان النامية  ينطوي على مخاطر صحية متزايدة ويساهم في استمرار مشكلة الفقر . ويتفاوت نوع التربية الجنسية للمراهقين وتوافرها في أجزاء مختلفة من العالم. وقد يعاني المراهقون من المثليات والمثليين ومزدوجي الميل الجنسي ومغايري الهوية الجنسانية من مشاكل إضافية إذا كانوا يعيشون في أماكن يرفض فيها النشاط المثلي جنسيًا و / أو يعتبرغير قانوني؛ في الحالات القصوى يمكن أن يتسبب في الاكتئاب والعزلة الاجتماعية وحتى الانتحار بين الشباب المثليين.
ويوصي صندوق الأمم المتحدة للسكان «بالتثقيف الجنسي الشامل» حيث أنه يُمَكِّن الشباب من اتخاذ قرارات صحيحة بشأن حياتهم الجنسية. ووفقًا لصندوق الأمم المتحدة للسكان ينبغي تدريس التعليم الابتدائي من خلال تقديم محتوى يناسب سن الشباب على مدى عدة سنوات؛ ويتضمن المنهج معلومات دقيقة علميًا عن التطور البدني والتشريح والحمل ومنع الحمل والأمراض المنقولة عن طريق الاتصال الجنسي بما في ذلك فيروس نقص المناعة البشرية، وينبغي العمل على زيادة الثقة وتنمية مهارات التواصل بالنسبة للموضوعات التي تشمل القضايا الاجتماعية المتعلقة بالجنس والإنجاب.

## المؤتمر الدولي للسكان والتنمية 1994
وقد عُقِد المؤتمر الدولي للسكان والتنمية في القاهرة /مصر في الفترة من 5 إلى 13 أيلول / سبتمبر 1994، وشاركت وفود من 179 دولة في مفاوضات لوضع الصيغة النهائية لبرنامج عمل للسكان والتنمية على مدى السنوات العشرين المقبلة، وتجمع حوالى 20 الف مندوب من مختلف الحكومات ووكالات الأمم المتحدة والمنظمات غير الحكومية ووسائل الاعلام لمناقشة مجموعة متنوعة من القضايا السكانية بما فيها الهجرة ووفيات الأطفال وتحديد النسل وتنظيم الأسرة وتعليم النساء.
وفي برنامج عمل المؤتمر الدولي للسكان والتنمية  تعرف «الصحة الإنجابية» بأنها:
حالة كاملة من السلامة الجسدية والعقلية والاجتماعية ... وليست مجرد غياب المرض أو العجز في جميع الأمور المتعلقة بالجهاز التناسلي ووظائفه وعملياته. وبالتالي فإن الصحة الإنجابية تعني أن الناس قادرون على أن يحصلوا على حياة جنسية مُرضِيَّة وآمنة وأن لديهم القدرة على الإنجاب وحرية تقريرمتى يكون ذلك وكيف. وينطوي هذا الشرط الأخير ضِمنا على حق الرجال والنساء في أن يكونوا على دراية بكيفية الحصول على وسائل تنظيم الأسرة التي يختارونها بطريقة آمنة وفعالة وميسورة التكلفة ومقبولة، فضلًا عن الأساليب الأخرى لتحديد النسل، والحق في الحصول على خدمات الرعاية الصحية المناسبة التي تمكن المرأة من الحصول على حمل وولادة آمنين، وتتيح للأزواج أفضل فرصة للحصول على طفل سليم.
وقد تم استخدام هذا التعريف أيضًا في مؤتمر الأمم المتحدة العالمي الرابع حول بالمرأة، أو ما يسمى بإعلان بيجين لعام 1995، غير أن برنامج عمل المؤتمر الدولي للسكان والتنمية - رغم أنه حصل على تأييد أغلبية كبيرة من الدول الأعضاء في الأمم المتحدة - لا يتمتع بوضع قانوني دولي؛ ولذلك فهو ليس ملزم قانونًا.
ويؤيد برنامج العمل إستراتيجية جديدة تؤكد على الصلات العديدة بين السكان والتنمية، وتركز على تلبية احتياجات الأفراد من النساء والرجال بدلًا من تحقيق الأهداف الديمغرافية. وقد حقق المؤتمر الدولي للسكان والتنمية توافقًا في الآراء بشأن أربعة أهداف نوعية وكمية بالنسبة للمجتمع الدولي، وللهدفين الأخيرين أهمية خاصة بالنسبة للصحة الإنجابية:
·       الحد من وفيات الأمهات: تخفيض معدلات وفيات الأمهات وتضييق الفوارق في وفيات الأمهات داخل البلدان وفيما بين المناطق الجغرافية والمجموعات الاجتماعية والاقتصادية والعرقية.
·       الحصول على خدمات الصحة الإنجابية والجنسية بما في ذلك تنظيم الأسرة:
تقديم المشورة في مجال تنظيم الأسرة والرعاية قبل الولادة والوضع الآمن والرعاية اللاحقة للولادة والوقاية والعلاج المناسب للعقم ومنع الإجهاض وإدارة نتائج الإجهاض ومعالجة التهابات الجهاز التناسلي، والأمراض التي تنتقل عن طريق الاتصال الجنسي، وغير ذلك من حالات الصحة الإنجابية؛ والتعليم.
وتقديم المشورة حسب الحاجة بشأن النشاط الجنسي البشري والصحة الإنجابية والأبوة المسؤولة. وينبغي توفير الخدمات المتعلقة بفيروس نقص المناعة البشرية / الإيدز، وسرطان الثدي، والعقم، والولادة، والعلاج بالهرمونات، والإجهاض والعمل النشط على القضاء على ختان الإناث.
ومفاتيح هذا النهج الجديد هي تمكين المرأة وتوفير المزيد من الخيارات لها من خلال توسيع نطاق الحصول على التعليم والخدمات الصحية، وتعزيز تنمية المهارات والعمالة. ويدعو البرنامج إلى جعل تنظيم الأسرة متاحًا عالميًا بحلول عام 2015 أو في وقت أقرب كجزء من نهج موسع للصحة والحقوق الإنجابية، ويقدم تقديرات لمستويات الموارد الوطنية والمساعدة الدولية التي ستلزم، ويدعو الحكومات إلى إتاحة هذه الموارد.

## الأهداف الإنمائية (التنموية) للألفية
ويُعَد تحقيق حصول الجميع على الصحة الإنجابية بحلول عام 2015 أحد البندين من الهدف الخامس - تحسين صحة الأم - من الأهداف الإنمائية الثمانية للألفية  التي أنشئت عقب مؤتمر قمة الألفية الذي عقدته الأمم المتحدة في عام 2000 ، ولرصد التقدم العالمي نحو تحقيق هذا الهدف، وافقت الأمم المتحدة على المؤشرات التالية:
5-3: معدل انتشار وسائل منع الحمل
5-4: معدل ولادات المراهقات
5-5: تغطية الرعاية السابقة للولادة
5-6: احتياجات تنظيم الأسرة التي لم يتم تلبيتها
ووفقا للتقرير المرحلي عن الأهداف الإنمائية للألفية فإن الإحصاءات الإقليمية المتعلقة بجميع المؤشرات الأربعة  قد تحسنت أو ظلت مستقرة بين عامي 2000 و 2005. غير أن التقدم كان بطيئًا  في معظم البلدان النامية، ولا سيما في أفريقيا- جنوب الصحراء الكبرى- التي لا تزال المنطقة  ذات أفقر مؤشرات الصحة الإنجابية. ووفقًا لمنظمة الصحة العالمية في عام 2005  فإن 55 في المائة من النساء لا يحصلن على رعاية كافية قبل الولادة و 24 في المائة منهن لا يحصلن على خدمات تنظيم الأسرة.

## الصحة الإنجابية والإجهاض
نصَّت مقالة من منظمة الصحة العالمية على أن الإجهاض الآمن والقانوني "حق أساسي للمرأة، بغض النظر عن مكان وجودها وأن الإجهاض غير المأمون "جائحة صامتة". وتنص المقالة على أن "إنهاء الجائحة الصامتة للإجهاض غير المأمون يعد ضرورة مُلِحَّة للصحة العامة وحقوق الإنسان".
وتنص أيضًا على أن «الحصول على الإجهاض المأمون يحسن صحة المرأة والعكس صحيح» و «تشريع الإجهاض عند الطلب خطوة ضرورية ولكنها غير كافية لتحسين صحة المرأة» مشيرًا إلى أنه في بعض البلدان كما في الهند مثلًا حيث كان الإجهاض قانونيًا على مدى عقود، ولكن لا يزال الحصول على الرعاية المختصة مقيدًا بسبب عوائق أخرى. وقد أشارت الاستراتيجية العالمية  لمنظمة الصحة العالمية بشأن الصحة الإنجابية - التي اعتمدتها جمعية الصحة العالمية في أيار / مايو 2004- إلى أنه «كسبب من أسباب وفيات الأمهات واعتلالهن يمكن الوقاية منه؛ يجب التعامل مع الإجهاض غير المأمون كجزء من الأهداف الإنمائية للألفية المتعلقة بتحسين صحة الأم وغيرها من الأهداف الإنمائية الدولية»
ويتضمن تدريب منظمة الصحة العالمية الإنمائي والبحثي في مجال التكاثر البشري- الذي تتناول بحوثه الصحة الجنسية والإنجابية للسكان وحياتهم - إستراتيجية شاملة لمكافحة الإجهاض غير المأمون، وتتألف من أربعة أنشطة مترابطة:
·       العمل على جمع واستنتاج وتوليد أدلة سليمة علميًا على انتشار الإجهاض غير المأمون وممارساته؛
·       تطوير تقنيات محسنة وإجراء التدخلات لجعل الإجهاض أكثر أمانًا؛
·       ترجمة الأدلة إلى قواعد وأدوات ومبادئ توجيهية؛
·       والمساعدة في وضع برامج وسياسات تقلل من الإجهاض غير المأمون وتحسن إمكانية الحصول على الإجهاض الآمن والرعاية الجيدة بعد الإجهاض.
وخلال المؤتمر الدولي للسكان والتنمية وبعده، حاول بعض الأطراف المعنية تفسير مصطلح «الصحة الإنجابية» بمعنى أنه يعتبر الإجهاض كوسيلة لتنظيم الأسرة أولتشريع الحق في الإجهاض. غير أن هذه التفسيرات لا تعكس توافق الآراء الذي تم التوصل إليه في المؤتمر. وبالنسبة للإتحاد الأوروبي، حيث يكون التشريع المتعلق بالإجهاض أقل تقييدًا من أي مكان آخر؛ فإن رئاسة المجلس قد ذكرت بوضوح أن التزام المجلس بتعزيز «الصحة الإنجابية» لا يشمل تعزيز الإجهاض. وجاء رد المفوضية الأوروبية  ردًا على سؤال من أحد أعضاء البرلمان الأوروبي كالتالي:
«تم تعريف مصطلح «الصحة الإنجابية» من قبل الأمم المتحدة في عام 1994 في مؤتمر القاهرة الدولي للسكان والتنمية، وأيدت جميع الدول الأعضاء في الاتحاد برنامج العمل المعتمد في القاهرة؛ ولم يعتمد الاتحاد أبدًا تعريفًا بديلًا عن «الصحة الإنجابية» لما ورد في برنامج العمل وهو لا يشير إلى الإجهاض».
وفيما يتعلق بالولايات المتحدة وقبل أيام من عقد مؤتمر القاهرة،  قال رئيس الوفد الأمريكي- نائب الرئيس السابق آل غور - للسجل:
«دعونا نتخلص من قضية كاذبة: الولايات المتحدة لا تسعى إلى إقامة حق دولي جديد في الإجهاض، ونحن لا نعتقد أنه ينبغي تشجيع الإجهاض كوسيلة لتنظيم الأسرة.»
وبعد عدة سنوات أعادت الولايات المتحدة تأكيد موقف الإدارة الأمريكية في هذا الأمر من قِبَل السفير الأمريكي لدى الأمم المتحدة إلين ساويربري- Ellen Sauerbrey - عندما قالت في اجتماع للجنة الأمم المتحدة لوضع المرأة:
" تسعى المنظمات غير الحكومية إلى التأكيد على أن بيجين تؤدي أو تساهم بشكل ما في خلق حق أساسي معترف به دوليًا في الإجهاض ، ولكن لا يوجد حق أساسي في الإجهاض،  رغم محاولات تلك المنظمات الدائمة لتحريف التعريف وجعله يعني وجود حق أساسي  في الإجهاض".